# Paul Vaitonis
Povilas (Paul) Vaitonis est un joueur d'échecs lituanien puis canadien né le 15 août 1911 à Užpaliai et mort le 23 avril 1983 à Hamilton (Ontario). Multiple champion de Lituanie et du Canada, il reçut le titre de maître international en 1952.

## Biographie
Vaitonis remporta le championnat de Lituanie en 1934, 1937, 1938 et perdit à chaque fois la même année un match contre Vladas Mikėnas . Pendant l'occupation allemande de 1941 à 1944, Vaitonis remporta un tournoi à Vaiņode (Lettonie) en octobre 1943 et finit quatrième du championnat de Lituanie à Vilnius en juillet 1943. Fin 1944, il se réfugia en Suède, fuyant l'avance de l'Armée rouge. Il disputa des tournois à Stockholm (quatrième ex æquo en décembre 1944-janvier 1945 et en mars-avril 1945.
Vaitonis émigra au Canada en 1949 et s'installa à Hamilton en Ontario. Il remporta le championnat canadien en 1951 (avec 10,5 points sur 12) et 1957 (avec 8,5 points sur 9). Ces championnats étaient des tournois zonaux qualificatifs pour le tournoi interzonal disputé l'année suivante. Vaitonis représenta le Canada lors du tournoi interzonal de Stockholm en 1952 et finit 19e sur 21 participants. En 1958, il renonça à participer au tournoi interzonal de 1958 à Portoroz et fut remplacé par Geza Fuster.
Lors du premier championnat open du Canada en 1956, il finit troisième-septième ex æquo. Il finit seul troisième du deuxième open canadien en 1958, puis 5e-8e du troisième open canadien en 1960.

## Compétitions par équipe
Vaitonis a représenté la Lituanie lors de quatre olympiades officielles (1933, 1935, 1937 et 1939) ainsi que de l'olympiade non officielle de 1936.
Dans les années 1950, il joua au troisième échiquier du Canada lors des olympiades de 1954 et 1956.